# Australische Cricket-Nationalmannschaft in Pakistan in der Saison 1959/60
Die Tour der australischen Cricket-Nationalmannschaft nach Pakistan in der Saison 1959/60 fand vom 13. November bis zum 9. Dezember 1960 statt. Die internationale Cricket-Tour war Bestandteil der Internationalen Cricket-Saison 1959/60 und umfasste drei Tests. Australien gewann die Serie 2–0.

## Vorgeschichte
Es war die erste Tour der beiden Mannschaften in dieser Saison.
Das letzte Aufeinandertreffen der beiden Mannschaften bei einer Tour fand in der Saison 1956/57 in Pakistan statt.

## Stadien
Die folgenden Stadien wurden für die Tour als Austragungsort vorgesehen.
| Stadion                      | Stadt   | Kapazität | Spiele  |
| ---------------------------- | ------- | --------- | ------- |
| Bangabandhu National Stadium | Dhaka   | 36.000    | 1. Test |
| National Stadium             | Karachi | 34.228    | 3. Test |
| Lahore Stadium               | Lahore  | 60.000    | 2. Test |

## Kaderlisten
Die Mannschaften benannten die folgenden Kader.
| Test | Test |
| Pakistan | Australien |
| --- | --- |
| - Fazal Mahmood (K) - Imtiaz Ahmed (VK, wk) - Alimuddin - Duncan Sharpe - Hanif Mohammad - Haseeb Ahsan - Ijaz Butt - Intikhab Alam - Israr Ali - Mohammad Munaf - Munir Malik - Nasim-ul-Ghani - Saeed Ahmed - Shujauddin - Wallis Mathias - Waqar Hasan - Wazir Mohammad | - Richie Benaud (K) - Peter Burge - Alan Davidson - Les Favell - Wally Grout (wk) - Neil Harvey - Lindsay Kline - Ray Lindwall - Ken Mackay - Colin McDonald - Ian Meckiff - Norm O’Neill - Gavin Stevens |

## Tour Matches
| 28. – 30. November Scorecard | Rawalpindi | Pakistan President’s XI 132 (54.1) & 122 (52.5) | – | Australians 139 (41.5) & 117-7 (38.3) |
|                              |            | Australians gewinnt mit 3 Wickets               |   |                                       |

## Tests

### Erster Test in Dhaka
| 13. – 18. November Scorecard | Dhaka | Pakistan 200 (105.5) & 134 (100.3) | – | Australien 225 (78.5) & 112-2 (48.1) |
|                              |       | Australien gewinnt mit 8 Wickets   |   |                                      |

Pakistan gewann den Münzwurf und entschied sich als Schlagmannschaft zu beginnen.

### Zweiter Test in Lahore
| 21. – 26. November Scorecard | Lahore | Pakistan 146 (66) & 366 (179.4)  | – | Australien 391-9d (118.3) & 123-3 (25.3) |
|                              |        | Australien gewinnt mit 7 Wickets |   |                                          |

Pakistan gewann den Münzwurf und entschied sich als Schlagmannschaft zu beginnen.

### Dritter Test in Karachi
| 4. – 9. Dezember Scorecard | Karachi | Pakistan 287 (131.5) & 194-8d (109.4) | – | Australien 257 (82.2) & 83-2 (33) |
|                            |         | Remis                                 |   |                                   |

Pakistan gewann den Münzwurf und entschied sich als Schlagmannschaft zu beginnen.